# アルフレド・ステファンス
アルフレド・ステファンス (Alfredo Stephens) こと、 アルフレド・オラシオ・ステファンス・フランシス（Alfredo Horacio Stephens Francis、1994年12月25日 - ）はパナマ共和国・パナマシティ出身のプロサッカー選手。ポジションはフォワード。

## 経歴
パナマ共和国の首都パナマシティで生まれ、パナマのクラブを渡り歩いた後、欧州に活躍の場を移し、スロバキアやポルトガルでプレーした。
その後パナマに戻り、エクアドルやイスラエルでもプレーした。
2025年8月1日、清水エスパルスへの加入が発表された。